# Édouard Gylling
Édouard Otto Guillaume Gylling, en finnois Otto Wilhelm Edvard Gylling (né le 30 novembre 1881 et mort le 14 juin 1938) est un homme politique finlandais, membre du parti social-démocrate finlandais et dirigeant de la République socialiste soviétique autonome de Carélie. Membre du parlement entre 1908 et 1917. Pendant la Guerre civile finlandaise, il est membre du gouvernement révolutionnaire comme ministre des finances. Il est signataire du traité de Saint-Pétersbourg entre la R.S.F.S.R. et la Finlande avec Oskari Tokoi d'une part et Lenine et Staline de l'autre, le 1er mars 1918.

## Carrière
I%l est membre du comité du parti S.P.D entre 1913 et 1917, vice-président de 1917 à 1918. En tant qu'élu au parlement entre 1908 et 1909 puis de 1911 à 1914 et enfin en 1917, Édouard Gylling travaille sur les problèmes de la population sans terre (la majorité de la population étant composée de cultivateurs), dans la commission de l'agriculture, la commission des finances, et aux affaires étrangères. 
Après la fin de la guerre civile, Édouard Gylling se réfugie en Suède de 1918 à 1920 et y continue ses activités politiques et éditoriales. En 1920, Édouard Gylling fait le choix de passer en URSS. Membre du P.C.S de Léningrad où il devient membre du comité central. Instituteur en 1921 en Carélie, puis devient à Moscou membre de l'institut des affaires économiques de 1935 à 1937; en 1937 il est arrêté pour nationalisme (Grandes Purges).

## Polémique sur sa mort
Erik Salomuaa dans son article de 1967 inscrit le 19 août 1944 qui est la date officielle soviétique. Mr Ylärakkola dans son livre de 1976 note le 13 juin 1940, et l'historien John H. Hodgson en 1974 propose l'année 1942. Eila Lahti-Argutinan, sur la base des registres publié en 2001 par la Russie, place au 17 juillet 1937 l'arrestation d'Édouard Gylling ; condamné à mort sur décision de la Cour Suprême du 14 juin 1938 en application des articles 58§1a, 58 §2, 58§7, 58§ 8 et 58/11 du Code pénal, il est exécuté le même jour à Moscou en vertu de ce jugement.
Édouard Gylling est réhabilité le 15 juillet 1955 par l'U.R.S.S
.